# تيريز ماكوراي
تيريز ماكوراي (بالإنجليزية: Thérèse McMurray)‏ هي ممثلة بريطانية، ولدت في 6 يوليو 1947.

## وصلات خارجية
- تيريز ماكوراي على موقع IMDb (الإنجليزية)
- تيريز ماكوراي على موقع كينوبويسك (الروسية)